# Пойнингс, Майкл, 1-й барон Пойнингс
Майкл Пойнингс (англ. Michael Poynings; приблизительно 1318 — 1/15 марта 1369) — английский аристократ, 1-й барон Пойнингс с 1348 года. Владел землями в Сассексе. Участвовал в Столетней войне — в частности, сражался при Креси в 1346 году и при Пуатье в 1356 году.

## Биография
Майкл Пойнингс принадлежал к старинному рыцарскому роду, представители которого обосновались в Сассексе при короле Стефане, в первой половине XII века. Майкл был старшим из трёх сыновей сэра Томаса Пойнингса и Агнес Роксли — дочери и наследницы сэра Ричарда Роксли. В период с 20 ноября 1348 года по 24 февраля 1368 года король Эдуард III регулярно вызывал Майкла в свой парламент, и это считается началом истории баронии Пойнингс. Однако существует предположение, согласно которому 23 апреля 1337 года в парламент был вызван Томас Пойнингс, который в этом случае является первым носителем баронского титула.
Майкл родился в 1317 или приблизительно в 1318 году. В 1339 году он был в составе королевской армии, сражавшейся в Нидерландах; при штурме одной из крепостей в Геннегау 10 октября Томас Пойнингс погиб, и Майкл унаследовал все семейные владения. В 1340 году он продолжал военную службу на континенте, в конце 1341 года участвовал в шотландском походе, а в 1342 году — в экспедиции в Бретань. Пойнингс снова служил во Франции в 1345 году; годом позже он сражался в рядах королевской армии при Креси. В 1351 и 1352 годах Майкл охранял морское побережье Сассекса, так как существовала вероятность высадки французов. Он участвовал в континентальном походе короля в 1355 году, под началом Чёрного принца сражался при Пуатье в 1356 году. В августе 1359 года Пойнингс вместе с братьями присоединился к очередному вторжению во Францию и находился на континенте по крайней мере до апреля 1360 года. 22 июня 1362 года Майкл скрепил своей подписью договор с Кастилией.
Барон Пойнингс умер 1 или 15 марта 1369 года.

## Семья
До 1348 года Майкл Пойнингс женился на Джоан Роксли, дочери сэра Ричарда Роксли и вдове сэра Джона Молейна. В этом браке родились двое сыновей, Томас (2-й барон Пойнингс) и Ричард (3-й барон Пойнингс), и четыре дочери. Томас стал после смерти отца в 1369 году следующим бароном Пойнингс. Одна из дочерей, Агнесса, стала женой Уильяма Бардольфа, 4-го барона Бардольфf, а после его смерти — женой сэра Томаса Мортимера. Ещё одна дочь, Мэри, вышла за сэра Арнольда Сэвиджа, а третья, Маргарет, — за Уильяма Атона, сына лорда Атона.
Жена пережила Майкла всего на два месяца. Она скончалась 11 мая 1369 года и была погребена рядом с супругом — в церкви, построенной согласно завещанию барона.